# Alfedal Alabas
Alfedal Alabas (Al-Afdal al-Abbas; em árabe: الأفضل العباس) foi o sultão do Iêmem da dinastia raçúlida de origem turca oguz que governou o país de 1363, quando sucedeu seu pai Almujaide Ali, até 1377, quando faleceu e foi sucedido por seu filho Axerafe Ismail. Alfedal ficou conhecido pela produção dum dicionário multilíngue no qual definiu termos em árabe, persa, turco, grego, armênio e mongol.
Ele também tomou medidas contra a extorsão de burocratas locais nos portos do reino, esforçando-se, assim, a manter a atração do Iêmem aos olhos de mercadores estrangeiros. Sabe-se que em certa ocasião, quando invernou em Adém, concedeu roupões de honra aos capitães dos navios e aboliu coisas recém-introduzidas por coletores de impostos. Com isso, os mercadores partiram recontando com louvor os presentes abundantes que receberam por todos os cantos por terra e mar.